# La Cubana

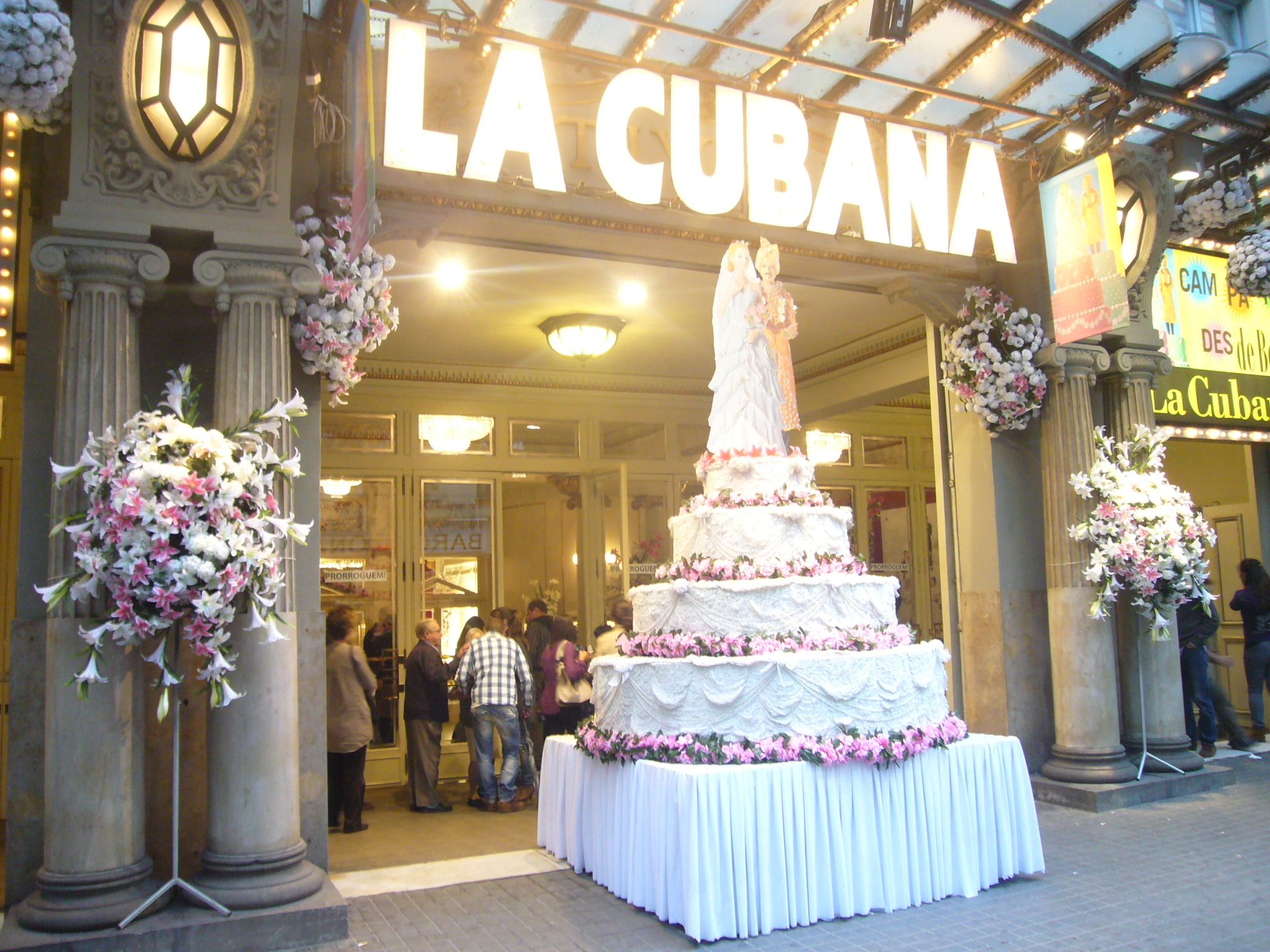
Obra Campanades de boda, de La Cubana, al Teatre Tívoli (Barcelona), any 2012.

La Cubana és una companyia catalana de teatre fundada l'any 1980 a Sitges per Vicky Plana i Jordi Milán. Van començar com a grup amateur, amb teatre de carrer i cercaviles. Es van establir com a companyia professional l'any 1983. Treballen sobretot el gènere de la comèdia. Van desenvolupar un estil a cavall de la revista, el musical i la comèdia.
Actuen tant en català com en castellà. Els espectacles es basen en temes quotidians de la societat. Hi intenten capgirar la situació amb exageració paròdica en situacions rocambolesques amb personatges hiperbòlics i histriònics. Sovint fan participar el públic directament a l'obra. Fan, entre d'altres, bromes teatrals al carrer, «cubanades», com ara un pidolaire ben vestit que en lloc de demanar diners, en dona, perquè «li acaba de tocar la loteria».
El 2021, la batllia de Sitges i el centre cultural Miramar van organitzar una exposició retrospectiva en ocasió del quarantè aniversari de la troupe. Finalment, per raons de la pandèmia, va esdevenir el 40 + 1è aniversari.

## Història
Vicky Plana i Jordi Milán van independentitzar-se de la companyia El Gall Groc del Casino Prado Suburense, que existia des de 1975. Van reestructurar el grup i fundar La Cubana el 1980. El nom «La Cubana» s'inspira en els cubans, els emigrants catalans cap a Àmèrica al segle xix i primeria del xx, dels quals uns quants tornaven rics i amb noves idees d'aventures agosarades. Segons explica Vicky Plana, al començament no tenien diners per a les produccions i els comerciants inscrivien el deute a les llibretes de comptes amb el nom de «la Cubana Xica», ja que la seva mare havia tingut una botiga que es deia La Cubana.

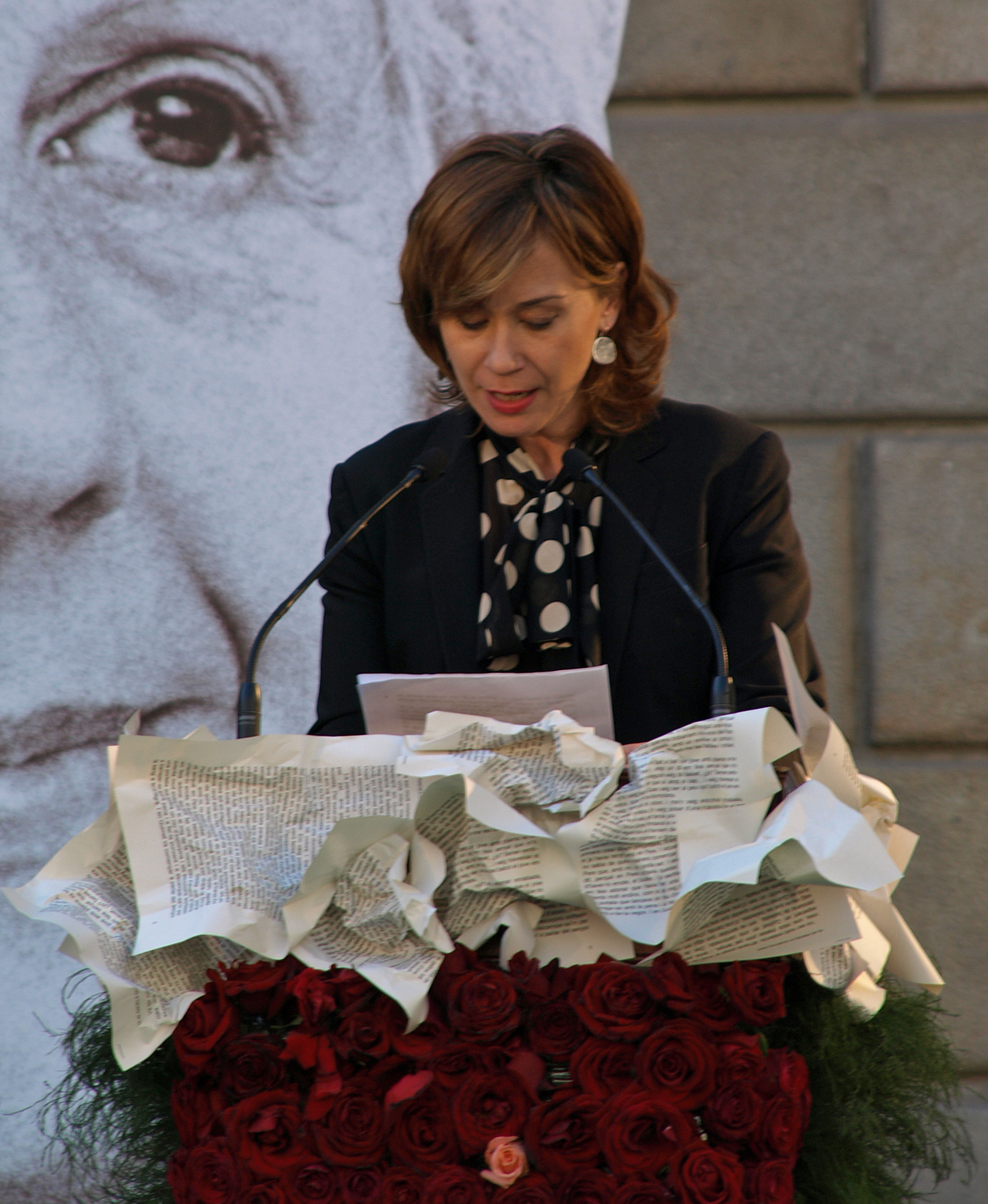
Anna Barrachina, actriu de La Cubana

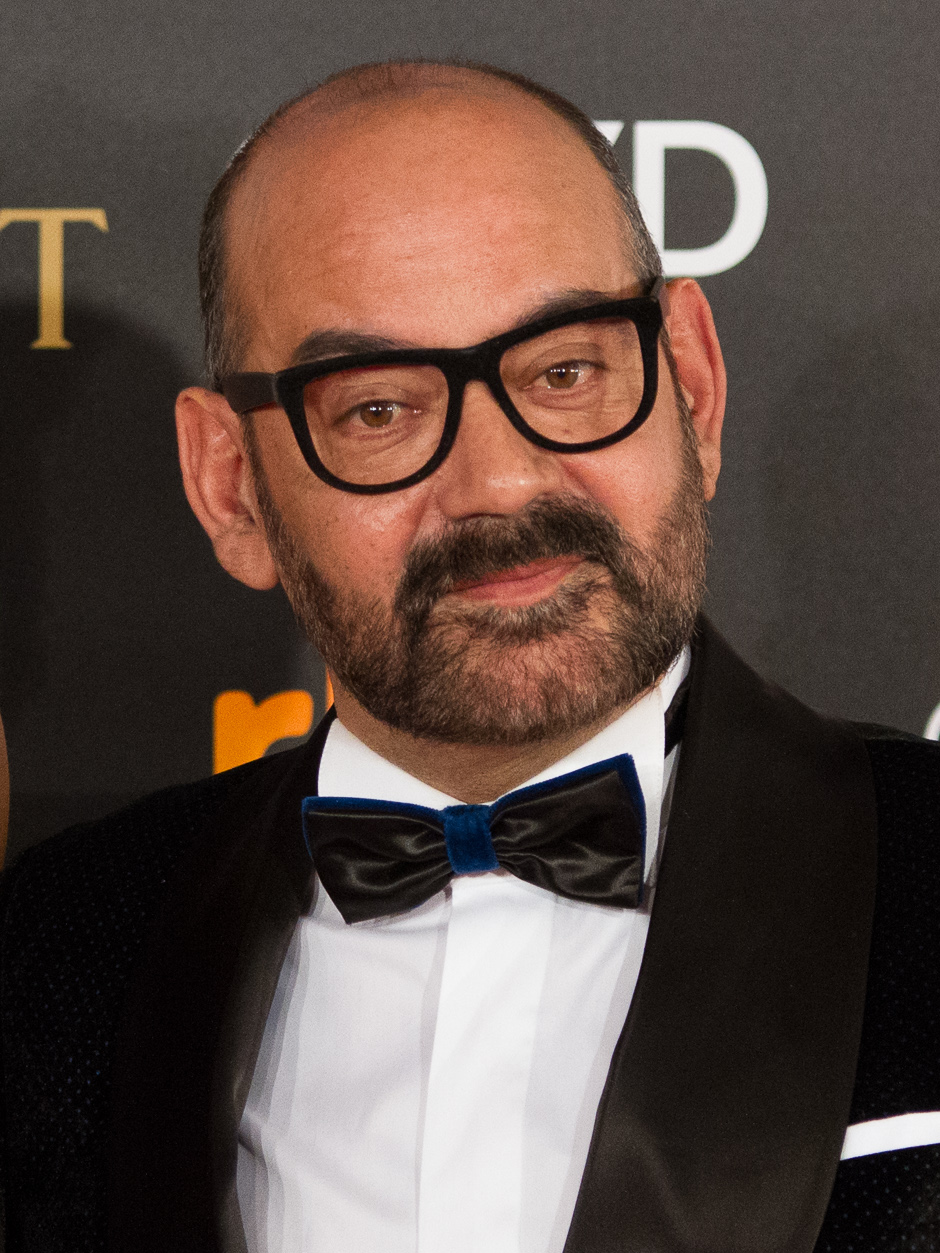
José Corbacho, actor i guionista de La Cubana

Tot i profesionalitzar-se, La Cubana va romandre una companyia coral en què els actors mantenen l'esperit de les petites companyies de teatre que fan totes les tasques des d'actuar fins a cosir els vestits passant per pintar el decorat, i fins i tot muntar i transportar l'escenari.
Els seus majors èxits han estat Cómeme el coco, negro (1989) i Cegada de amor (1994), obres gràcies a les quals han arribat a escenaris d'arreu del món, al prestigiós Festival d'Edimburg i a la televisió.
Actors famosos catalans, com Santi Millán, José Corbacho, Neus Sanz, Anna Barrachina, Mont Plans, Mercè Comes, Mònica Pérez o Meritxell Huertas hi han debutat i col·laborat àmpliament durant la dècada dels 90.
El 2017 la «mítica» sèrie televisiva de TV3 Teresines S.A. va celebrar els vint-i-cinc anys. En aquela ocasió organitzaren una exposició i espectacle particular i un concurs per a trobar la «Teresina de Catalunya».

#### Obres destacades
- 1981: Dels vicis capitals, de Llorenç Moyà Gilabert de la Portella i Josep Maria Perea
- 1982: Agua al siete, de Josep Maria Perea

- 1983: Cubana's Delikatessen, de Jordi Milán
- 1986: La tempestad, de Jordi Milán, Vicky Plana i Josep Maria Perea, basada en l'obra de William Shakespeare
- 1988: Cubanades a la carta, de Jordi Milán
- 1989: Cómeme el coco, negro, de Jordi Milán, l'espectacle més premiat.[6]
- 1992: Cubana Marathon Dancing, de Jordi Milán, Santi Millán i José Corbacho
- 1994: Cegada de amor, de Jordi Milán, José Corbacho, Joaquim Oristrell i Fernando Colomo
- 1999: Equipatge per al 2000, de Jordi Milán, Dani Freixas i Oriol Pibernat
- 2001: Una nit d'òpera, de Jordi Milán
- 2003: Mamá, quiero ser famoso, de Jordi Milán
- 2012: Campanades de boda, de Jordi Milán
- 2016: Gente bien, el musical, basat en el sainet de Santiago Rusiñol
- 2018: Adeu, Arturo, de Jordi Milán[10]

#### Televisió

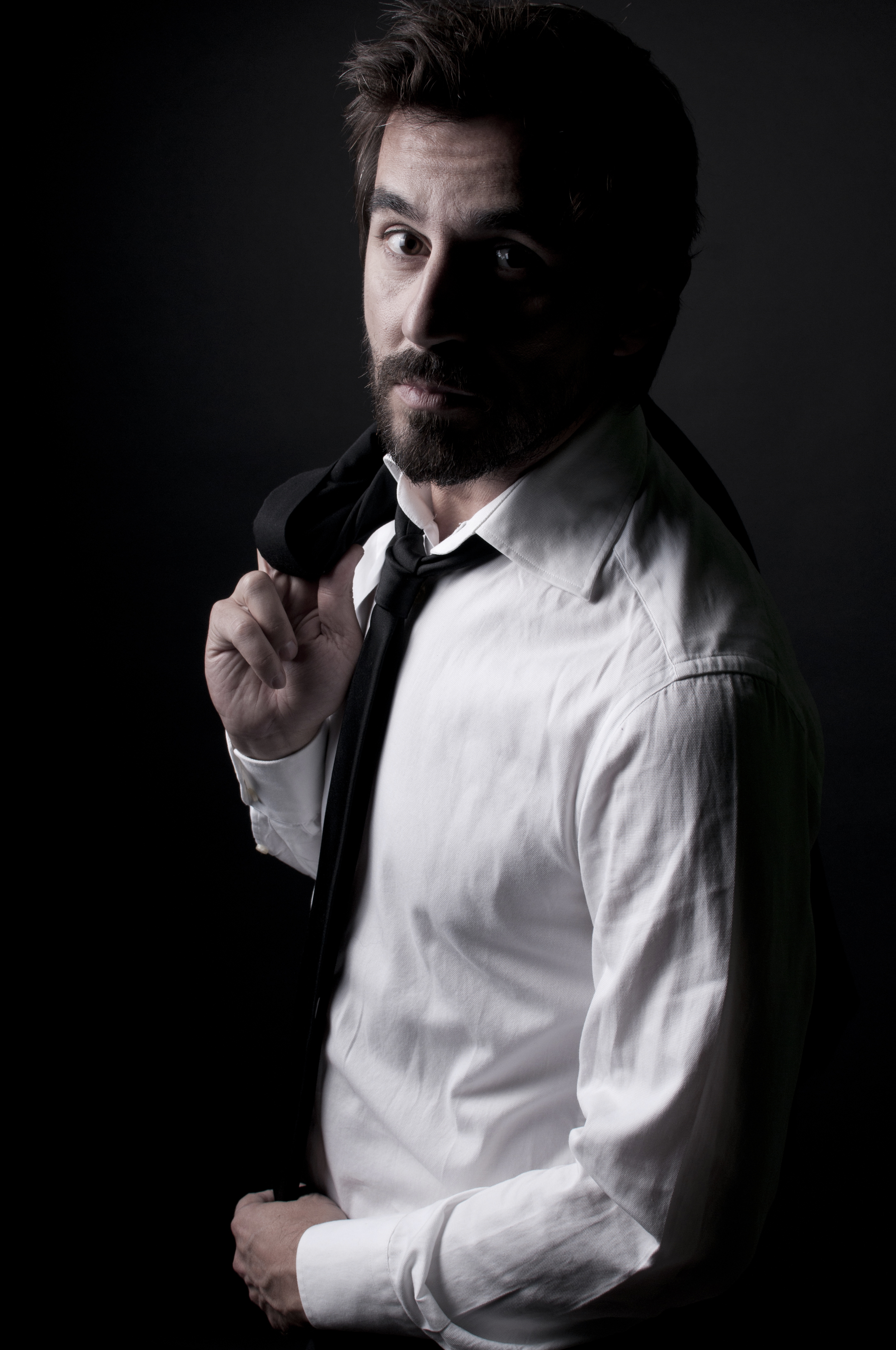
Santi Millan, actor de La Cubana

- 1990: Per Cap d'Any, TV3 no fa res. Programa especial, TV3
- 1991-1992: Els Grau, TV3
- 1992: Teresina SA. Comèdia de situació, TV3
- 1994: La Telecena. Programa especial de cap d'any, TVE
- 1999: Me lo dijo Pérez. Comèdia de situació, Tele 5

#### Ràdio/Podcast
- 2023: Teresina S.A., conegut com a Les Teresines[1]

## Reconeixement
- 1983: Premi Especial Cau Ferrat al desaparegut Festival Internacional de Teatre de Sitges (1983)
- 1989: L'espectacle Cómeme el coco, negro ha guanyat «un munt de premis».[6] Va rebre el Premi de la Crítica de Barcelona al «Millor espectacle de l'any» per (1989);[1] el Premi Sebastià Gasch de Music-Hall i premi nacional de teatre i dansa de la Generalitat de Catalunya i la Diputació de Barcelona per Cómeme el coco, negro (1989). El 1990 va seguir el Premi ADE a la millor direcció, el Premi Fotogramas al millor espectacle de teatre, el Premi Turia el 1991 i finalment el Premi al «Millor espectacle produït fora de la Comunitat Valenciana» de la Generalitat Valenciana el 1992
- Premi a la millor sèrie de creació pròpia per als 10 anys de TVC, a Teresina S.A. (1992)
- Premi de la crítica teatral de Barcelona per al millor espectacle musical (temporada 1993-94) per Cegada de amor
- Premi Butaca a l'originalitat per Cegada de amor
- Premi Nacional de Teatre de la Generalitat de Catalunya (1995)[11]
- 1998: Premis MAX de les Arts Escèniques pel millor espectacle de teatre i per al millor productor d'arts escèniques a l'obra Cegada de amor (1998) i Premi especial a la Nit de Premis de Sitges de 1998 per la trajectòria
- 2002: Ambaixadors de la Ruta del Xató de l'any 2002[12]
- 2005 Pessebristes d'Honor de la Fira de Santa Llúcia.

L'any 2025 va rebre la Creu de Sant Jordi atorgada per la Generalitat de Catalunya com a reconeixement a la seva tasca.